# نيفيل بيركنز
نيفيل بيركنز (بالإنجليزية: Neville Perkins)‏ هو سياسي أسترالي، ولد في 4 يناير 1952 في أليس سبرينغز في أستراليا. حزبياً، نشط في حزب العمال الأسترالي. وقد انتخب عضو الجمعية التشريعية للإقليم الشمالي ‏.